# ユーロネクスト・リスボン
ユーロネクスト・リスボン (英語:Euronext Lisbon，ポルトガル語:Euronext Lisboa) はポルトガル・リスボンにある証券取引所である。ユーロネクストが運営している。
ユーロネクスト・リスボンでは株券, 法人及び個人向けの債券, 配当型債券, ワラント債, 転換社債型新株予約権付社債, ユニット・トラスト, 公債を取引している。BVL一般指標は政府の取引指標となっており、政府の市場にリストされている全ての株式会社を含んでいる。決算はT+3である。デリバティブはPSI-20証券指標及びポルトガル先物取引市場にある長期利息の先物, リスボン3ヶ月先物, 商品先物取引, オプション取引を含んでいる。取引時間は月曜日から金曜日までの
9:00～17:30(中央ヨーロッパ時間)である。

## 沿革
1769年にリスボン証券取引所(Bolsa de Valores de Lisboa)の前身であるAssembleia dos Homens de Negócioが、リスボンのダウンタウンにあるコメルシオ広場で開場した。1891年にはポルトガル第2の都市・ポルトにてポルト証券取引所(Bolsa de Valores do Porto)が創設された。
1974年4月25日のカーネーション革命の後、ポルトガル救国臨時政府の革命によって、リスボン・ポルト両証券取引所は閉鎖に追い込まれた (2年後の1976年に両証券取引所は再開されている)。
ユーロネクスト・リスボンは2002年に、Bolsa de Valores de Lisboa e Porto(BVLP)の株がユーロネクストによって獲得され、ポルトガルの取引がパン・ヨーロッパの取引に併合されたことに伴い、発足した。BVLPはポルトガル証券取引所であり、1990年代にリスボン商品取引所とポルトデリバティブ取引協会の構造改革により出来た物である。
2001年末の時点では、BVLPの正規の市場に65の会社が上場し、961億ユーロもの時価総額を計上していた。2001年の1月～12月の間では、470万もの先物取引及びオプション取引がBVLP市場で行われた。
2007年にユーロネクストとNYSEグループの合併の後、ユーロネクスト・リスボンはNYSEユーロネクストに組み込まれたが、2013年にIntercontinental Exchange Inc.による買収に伴い同社は消滅、2014年にIntercontinental Exchange Inc.がユーロネクストの全株式を売却したため、以降はユーロネクストによる運営に戻っている。